# スペツナズ・ナイフ

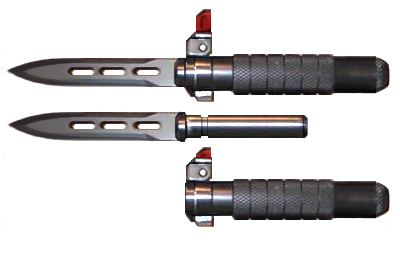
American Styleのスペツナズナイフ
（アメリカで製造された模倣品）

スペツナズ・ナイフ（英語: Spetsnaz knife）は、ソビエト連邦の特殊任務部隊（スペツナズ）が装備・使用していたといわれる、刀身の射出が可能なナイフである。
ロシア語では、「弾道ナイフ（ロシア語: Баллисти́ческий нож）」、または「発射ナイフ（впрыскивание нож）」と呼ばれる。

## 概要
ソビエト連邦の特殊任務部隊、通称"スペツナズ"が装備していたとされるナイフで、柄に内蔵したスプリングの力で刀身を射出することができる特殊武器である。
スペツナズがいつ頃から使用しているかについては不明だが、1970年代の末にソビエトから亡命した軍人により西側諸国にこの特殊なナイフの存在が知れ渡った。2000年代になり、1970年代後半にはSP-4（7.62x41.5mm）消音カートリッジを使用するNRS ナイフ型消音拳銃が開発されて制式化されていたことが知られるようになると、NRSの制式化以降は軍用の装備品としては旧式化したと考えられているが、そもそもの実在性についての疑問も多い（後述「#実在性について」の節参照）。
日本では"スペツナズ・ナイフ"の呼称で有名となったが、アメリカでは主に"バリスティック・ナイフ"（Ballistic knife："弾道（を描く）ナイフ"の意）と呼ばれ、アメリカの武器規制法規に抵触しないようにスプリングを取り除くなどによって規制を免れ、"Ballistic knife"の他、様々な名称で販売されていた。その特異な構造から、模倣品を自作するマニアも存在している。

## 構造

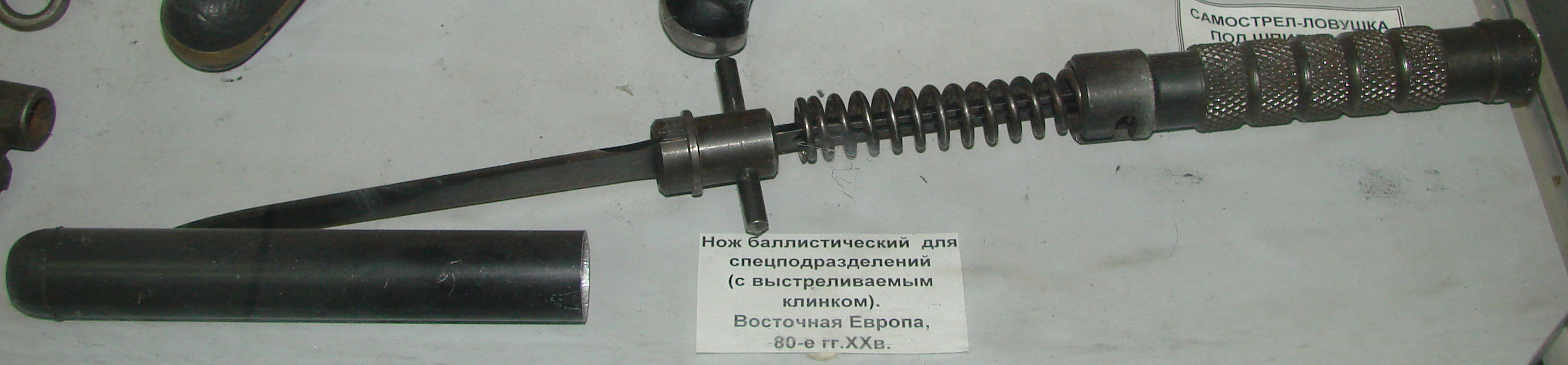
ウクライナ、ザポリージャの武器歴史博物館に展示されている"Russian Style"の弾道ナイフ

外観は、円筒形の柄を持つ中小型の短剣である。刀身は柄に固定されておらず、刀身と同程度の長さのある筒状もしくは棒状の茎（なかご）を持つ。刀身形状はその使用目的上「突き刺さる」ことを重視しているために両刃の直剣形、いわゆる「ダガー」形状となっている。刀身中央部に軽量化のためと思われる複数の中抜穴があるものが多い。
円筒形の鞘は金属製で頑丈に作られており、装着したままでも警棒のように使用できる。中空の柄の内部に強力なスプリングを備えており、鞘に収めた刀身の茎を柄に差し込み、鞘ごと刀身を柄に押し込む（もしくは、鞘に収めた刀身に柄を押し込む）ことによりスプリングを圧縮して鍔にあたる位置に配置されたラッチ（留め金）により固定する。使用時にはラッチを解除するレバー、もしくはボタンを押すことで刀身を前方に射出することができる。
有効射程は5m程度、射出された刀身の飛翔速度は時速60kmほどで、周囲に気付かれぬよう離れた標的を倒したり、近接戦闘時の奇襲手段として有効な武器と考えられている。ただし、刀身を射出した後は使用者の手には柄しか残らないために武器としてはほとんど役に立たなくなり、強力なスプリングを縮める必要があり、また、スプリングも射出時に柄外に飛び出してしまう（圧縮しない状態で柄に収まる程度の長さのスプリングでは刀身を充分な速度で射出することができない）ため、刀身の再装填は迅速にはできず、連続しての使用は困難を極める。
最も有名な形状のものは鍔元にあるロック解除ボタン（トリガー（Trigger：引き金）と呼ばれていることが多い）を柄を握った手の親指で押すタイプで、この他、発射ボタンではなく刀身の鍔元に横に飛び出た棒状の突起があり、これを柄にあるL字形の溝に引き掛けて固定する、より単純な機構（使用時には引き掛けた棒を横に押すことによってロックを外す）のタイプや、鍔元ではなく柄にレバー式の解除装置がある（柄を強く握りこむ事によって解除される）タイプのものが存在している。暴発を防ぐために安全装置のあるものが多く、ロック解除ボタンにセーフティボタンもしくはセイフティカバー（これらを押し込むもしくは外さなければロック解除ボタンを作動させることができない）があるもの、手榴弾のものに似た安全ピンがある（使用前に引き抜かなければ作動しない）ものや、セーフティボタンに加えて安全ピンのあるもの、ボタン解除タイプだがボタンの両脇に不用意に触らないようにするためのガードがあるだけで安全装置がないものなど、発射機構と安全装置には多種類のバリエーションがある。

## 実在性について
この「スペツナズナイフ（弾道ナイフ）」は、既に述べたように“ソビエトの特殊部隊（スペツナズ）において使用されるために開発された”とされ、"スペツナズナイフ"の呼称もこれに由来する。博物館に収蔵されているものも存在するが、実際に軍の制式装備品として開発・配備されていたかについては確たる証拠がなく、疑問点も多い。
この武器についての情報が西側に知られたのは、1978年にイギリスに亡命したソ連軍参謀本部情報総局（GRU）の情報将校、ウラジーミル・ボグダーノヴィチ・レズン（亡命後のペンネームとしては“ヴィクトル・スヴォーロフ”の名を用い、この名の方で著名である）によってであり、レズンは当時としては機密の壁に阻まれて謎の多かったソビエトの軍事情報について西側に数多くの情報を提供した。民間に広く知られたのもスヴォーロフ名義の著書である『Aquarium』(英語版)（1985年刊）に記述されていたことがきっかけである。
『Aquarium』の記述によれば
となっている。
しかし、ソビエト崩壊後の各種の情報公開や、閲覧が可能になった公的資料（機密文書を含め）といったものには一切この"スペツナズナイフ（弾道ナイフ）"は記載されておらず、軍制式の装備品であるならば必ず存在するはずの制式番号や統一番号といったものが発見されていない。また、「製造工場である」とされていた"Остблок"なる企業体についても実在していないことが確定している。ソビエト/ロシアの“スペツナズ”において武器としてナイフが用いられていないわけではないが、1940年代から実際に使われているものが何種類かが存在するものの、ソビエト軍制式戦闘用ナイフとして著名なNR-40を始めとして、いずれも特に刀身を飛翔させるような機能はない、一般的な戦闘用ナイフであるとのことである。
現在では“スペツナズもしくはKGBで使用されていた実物”とされているものも、旧東側圏を含む欧州の地下組織、もしくは犯罪組織が独自に製作した「暗器」であるとの見解が一般的で、レズン（スヴォーロフ）による情報もNRS ナイフ型消音拳銃を誤解していたものと推測されているが、日本を始めとして“スペツナズの特殊武器”としては現在でも有名で、フィクションには「スペツナズの特殊武器」もしくは「特殊部隊・情報組織の秘密武器」として頻繁に登場する。

## 法律による規制
「弾道ナイフ」は、アメリカ合衆国の現行法では違法である。また、英国でも法律による規制の対象である。
日本国内では「弾道ナイフ」（ばねの力で刀身を射出できる刃物）を特定して規制する法令は存在していなかったものの、銃砲刀剣類所持等取締法（銃刀法）および武器等製造法に抵触する可能性が高いとして規制の対象とされていたが、2003年頃まではスプリングと本体を別にして「ナイフの部品」として規制を免れ、ネットオークションや雑誌広告などで販売されていた。
日本国においては2023年現在でも“ばねの力で刀身を射出できる刃物”を特定して規制する法令は存在していないが、既存の“弾道ナイフ”とされるものの刀身形状はいずれも2009年以降では改正銃刀法により規制されている「刃渡り5.5cm以上の剣（ダガーナイフなど両側に刃がついた刃物）」に抵触するため、所持・販売は違法となる。
以上の点から、日本では「弾道ナイフ」に対しては「刀身の形状が「ダガーナイフとみなされるもの」である」か否か」以外の特定的な法規制がない以上、刀身の形状に問題がなければ違法とはみなされないことになるが、「スペツナズナイフ」もしくは「弾道ナイフ」と呼称される“ばねの力で刀身を射出できる刃物”そのものに対して裁判所による判例や警察の見解、地方自治体の条例といった法律的・行政的判断がなされた例がなく、合法とされる存在であるかについては2023年現在では明確になっていない。

## 登場作品

### 映画・TVドラマ
『LOST』
ベンジャミン・ライナスが使用している。
『コマンドー』
主人公のジョン・メイトリックス大佐が、敵地での戦闘時に使用。
『ザ・スペツナズ』
ソ連軍特殊部隊（スペツナズ）を題材にした映画。収録された2作品でボリス・スヴェトロフが使用する。実物とされているものとは内部構造が異なる。
『樹海戦線』
カナダの森林地帯に侵入した「ヴイソートニキ・チーム」（スペツナズ）が装備。

### 漫画・アニメ
『GetBackers-奪還屋-』
「ACT.5 幻の"ひまわり"を奪り還せ！」にて卍V（まんじファイブ）の1人、赤卍が使用。この武器の特性を長々と解説しながら美堂蛮に向けて刀身を射出するも、あっさりと白刃取りされてしまう。
『JESUS 砂塵航路』
ヤクザの火野が使用。
『とある科学の超電磁砲』
警策看取が白井黒子との戦闘で使用。
『魔法少女特殊戦あすか』
ロシアの魔法少女、フェーニクス(Феникс)☆タマラが"American Style"のものを使用。
『グラップラー刃牙』
ガイア配下のナイフ使い（真田）が範馬刃牙との戦闘で使用。後に刃牙に鹵獲されている。アニメ版ではスペツナズナイフの設定は省略されている。
『パイナップルARMY』
主人公のジェド・豪士が暗闇の中でテロリストと対峙した際、ナイフ投げの達人と思われた相手の独特の握り方（親指を鍔元の上方に掛けて柄を握っている）で事前にスペツナズナイフであることを見破り、攻撃を回避するという描写がある。
また元グリーンベレーと自称するジョー・ハイツマンが所持しており、メインキャラクターの一人であるジェフリーがこのナイフを所持している点からハイツマンの正体に感づく、といった描写がある。
『フルメタル・パニック!』
長編「せまるニック・オブ・タイム」にて、レナード・テスタロッサが使用。
『テラフォーマーズ』
アレクサンドル・アシモフが「対テラフォーマー大顎充填式スペツナズナイフ『カフカス・カリンカ』」を用いる。
アレクサンドルはスマトラオオヒラタクワガタの能力を持つ改造人間であり、カフカス・カリンカは柄から吸収したアレクサンドルの体組織を元にクワガタの大顎を模した刀身を生成する。また、発射は柄内部の圧搾空気を利用している。

### ゲーム
『コール オブ デューティシリーズ』
『CoD:BO』
マルチプレイ、ゾンビモードで使用可能。
『CoD:BO2』
キャンペーン、マルチプレイで使用可。作中では「B-ナイフ」という名称で登場。
『CoD:BO3』
『街 〜運命の交差点〜』
高峰隆士シナリオおよび青井則生シナリオにて、黒川が隆士に対して使用。
『バイオハザード RE:3』
終盤のムービーのバッドエンドシーンでニコライ・ジノビエフが使用。ムービー内でカルロス・オリヴェイラがニコライを拘束した状態でジルが彼を撃つかどうかでエンディングが変わり、バッドエンドの場合はニコライがスペツナズ・ナイフを取り出して背後のカルロスの喉を切り裂き、ジルにも脳天に刃を射出して殺している。
『メタルギアソリッド ポータブル・オプス』

### 小説・ライトノベル
『アイドル防衛隊ハミングバード』
フィーバーガールズの1人、細川れいこが隠し武器として使用。アニメ版『アイドル防衛隊ハミングバード'95風の唄』にも登場する。
『征途』
ソ連軍特殊部隊スペツナズ隊員、アンドレイ・バラノヴィッチ・コンドラチェンコがベトナム戦争で使用。